# Jean-Louis Lefebvre de Cheverus
Jean-Louis Anne Madelain Lefebvre de Cheverus (Mayenne, Francia, 28 de enero de 1768 - 19 de julio de 1836), fue un teólogo católico que se desempeñó como el primer obispo de la Arquidiócesis de Boston, Massachusetts en Estados Unidos. Fue también obispo de Mountaban y arzobispo de Burdeos en Francia. Fue elevado al colegio cardenalicio el 1 de febrero de 1836 por el papa Gregorio XVI sin llegar a recibir el capelo.

## Primeros años
El cardenal Cheverus proviene de una antigua familia de Mayenne. Su padre, Jean-Vincent Cheverus era juez civil general y teniente de policía en Mayenne. Es el tío de Monseigneur de La Massonnais. Estudió hasta el cuarto año en Mayenne College. El escudo de la familia Lefebvre de Cheverus son "Argent, en la cruz de arena anclada".
Recibió la tonsura a los doce años y se convirtió en el encomiable prior de Torbechet cuando aún era poco más que un niño, a través del cual obtuvo ingresos suficientes para su educación. Ingresó en el Liceo Louis-le-Grand de París, en 1781, y después de completar sus estudios teológicos en el Seminario de St. Magloire, estudió en la universidad de Mayenne, fue ordenado diácono en octubre de 1790. 
Fue ordenado sacerdote con dispensa cuando tenía 23 años. Fue posteriormente asistente de un tío que era obispo de Mayenne, el cual lo nombró vicario general. En este puesto se encontraba cuando sucedieron los hechos de la Revolución Francesa que arrasó su parroquia, por lo que tuvo que huir a París primero y después a Londres, donde se vio obligado a aprender el idioma inglés en solo tres meses. En aquel entonces recibió una carta de un amigo sacerdote que residía en Boston y quien le dijo la gran necesidad que había de sacerdotes católicos en el joven país de Estados Unidos, llegando a Boston el 3 de octubre de 1796 y poniéndose a la orden del obispo Carroll.

## En Estados Unidos
Lefebvre permaneció en Nueva Inglaterra los siguientes 26 años durante los cuales tuvo una intensa actividad misionera. Vivió entre los nativos norteamericanos, aprendiendo su dialecto, se trasladaba a través de grandes distancias y sobrevivió a la epidemia de la fiebre amarilla, construyó algunas iglesias en Boston y también llevó a cabo algunas empresas para poder sostenerse. Convivió con pastores protestantes convocados por el presidente John Adams siendo el invitado de honor. Finalmente, fue nombrado obispo de Boston el 8 de abril de 1808 siendo consagrado hasta el 1 de noviembre de 1810 una vez que llegó la bula papal.

## Legado
El obispo Lefebvre dejó para la posteridad su archivo de correspondencia, en la cual se puede observar su profunda fe y su interés genuino en la evangelización de Norteamérica a través del reporte que realizaba de sus diferentes actividades misionales en terrenos prácticamente inexplorados hasta ese entonces. También fue un hombre preocupado por la caridad hacia los más necesitados.

## Retrato
Lefebvre fue retratado por el pintor Gilbert Stuart, el mismo que realizó la famosa pintura de George Washington en 1823. Dicha obra ilustra los rasgos del obispo católico siendo el retrato más conocido de este personaje y la obra de arte se conserva en el Museo de Artes Finas de Boston.